# Сувій

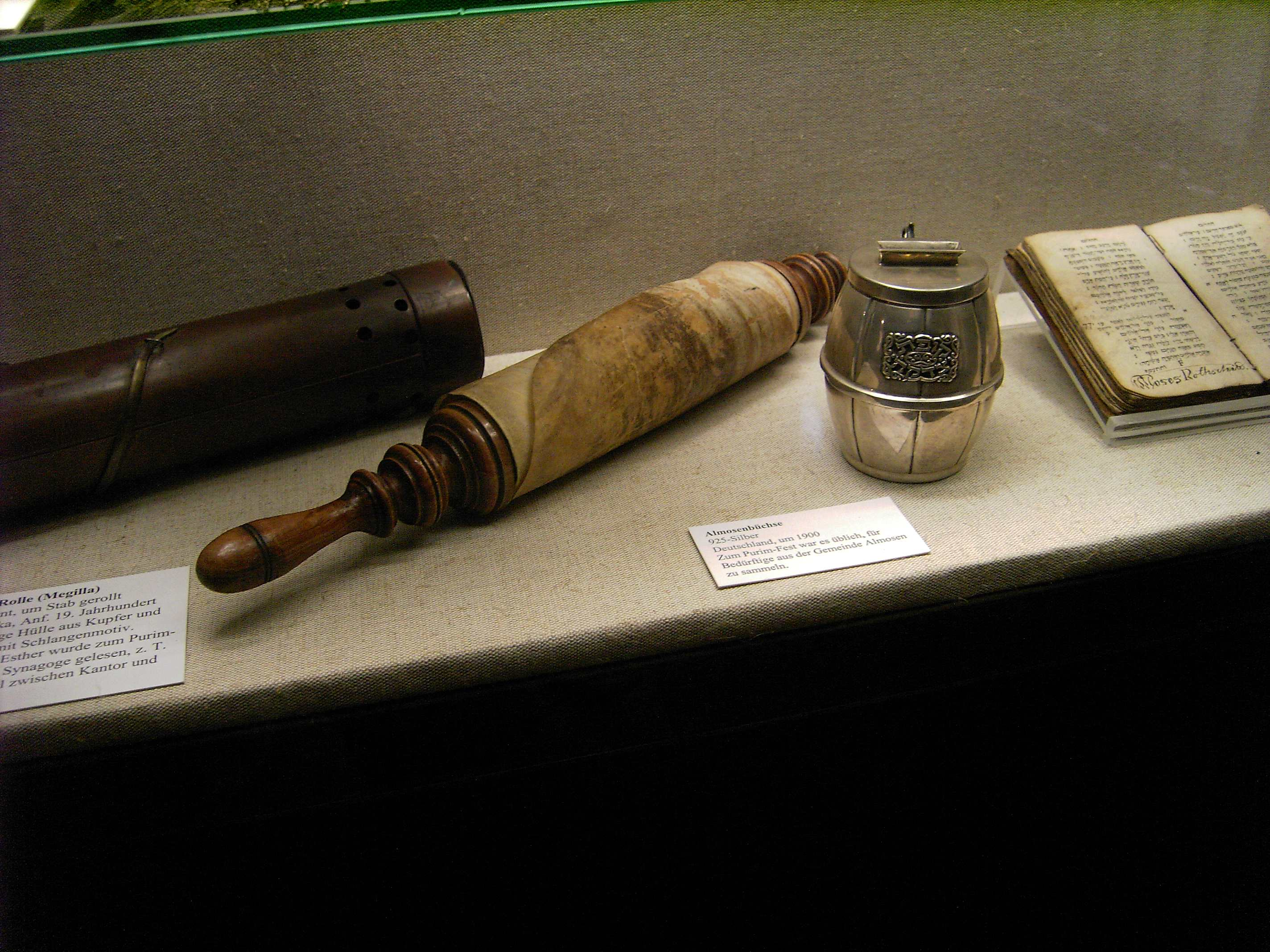
Книга Есфір у вигляді сувою, Ґеттінґен

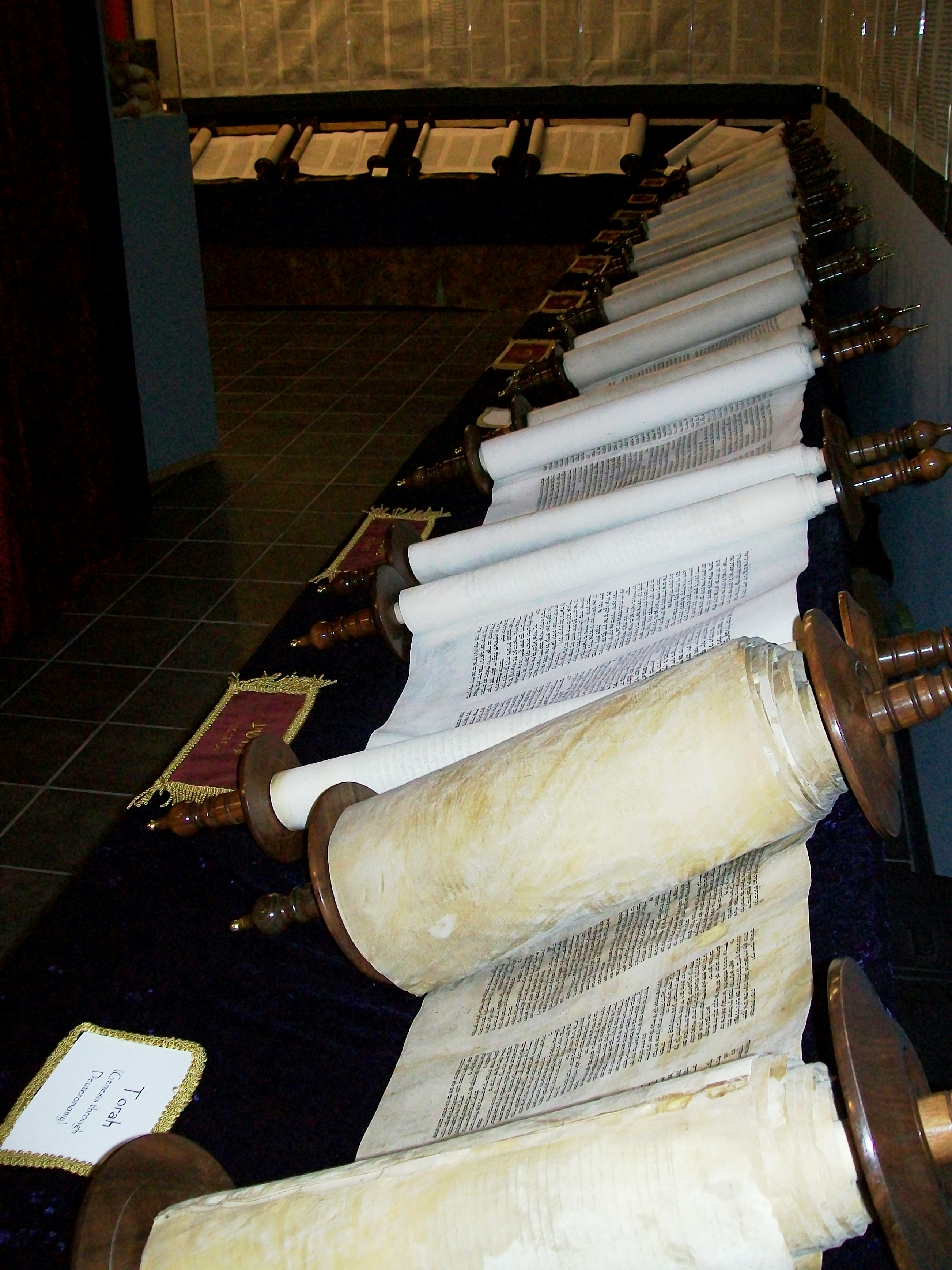
Давньоєврейські сувої

Суві́й — стародавній рукопис на папірусі чи пергаменті, згорнутий у трубку.

## Історія
У Давньому Єгипті сувій як форма книги відомий з IV тисячоліття до н. е. Звідти сувій, за свідченням Геродота, був запозичений греками, які з часом перейшли з папірусу на пергамент. У Давній Греції пергаментні сувої набули поширення з V—IV століття до н. е., у Давньому Римі — з III—II століття до н. е.
В античні та пізньоантичні часи сувій був основною формою рукописної книги. Така книга зазвичай складалася з багатьох склеєних між собою аркушів папірусу. Пергаментні аркуші зазвичай зшивалися у сувій. У IV—V столітті сувій поступово був витіснений такою формою книжки, як кодекс, тобто зшиток пергаментних чи папірусних аркушів. Коли в VII столітті Єгипет був завойований арабами, папірус став дедалі рідкіснішим матеріалом для письма. Проте папірусні сувої зустрічаються аж до XI століття.
Пергаментні чи шкіряні сувої були поширені серед єгиптян, ассирійців, персів, євреїв. Особливо цінною знахідкою вважаються відкриті в 1947 році Кумранські рукописи з релігійними давньоєврейськими текстами, виконані на шкіряних сувоях. Існує свідчення про те, що в Бібліотеці Атталідів в Пергамі у II столітті до н. е. книжки зберігалися у вигляді пергаментних сувоїв. Так само у сувоях зберігалися книжки знаменитої Александрійської бібліотеки (від 50 до 700 тисяч сувоїв за різними даними).
У Середньовіччі сувій як форму рукопису використовували з літургійною метою та для запису драматичних текстів, а також часом для грамот та інших документів. Навіть у новий час сувої використовували для виготовлення грамот. У деяких архівах, наприклад у Монте Кассіно чи Ла Кава ді Тіррено, численні давні грамоти до сьогодні зберігаються згорнутими в трубку, проте вони, як правило, не складаються з багатьох аркушів.
Сувої були написані чорнилом різної рецептури. Описки можна було стерти губкою й переписати текст начисто. Серед пергаментних сувоїв подеколи траплялися палімпсести. Проте на папірусі дуже рідко стирали весь текст, щоб написати поверх нього новий. На сувоях європейського чи близькосхідного походження рідко трапляються ілюстрації, найчастіше тут бувають контуровані малюнки, натомість у Японії існував окремий різновид ілюстрованої книги-сувою — емакі.
У Південно-Східній Азії (Китай, Корея, Японія) також використовували сувій як формат книги чи живопису. Текст і малюнки наносили тушшю, винайдення якої датують 2697 роком до н. е. У Китаї сувої-книги були поширені аж до XI століття, пізніше їх замінили зшитки з аркушів. Традиційний живопис та каліграфія з давніх часів і до сьогодні виконуються на довгастих відносно коротких аркушах, які виставляють у підвішеному вигляді (висячі сувої), для малювання й каліграфії використовували й горизонтальні сувої, аналогічні до європейських чи близькосхідних зразків.
Сьогодні книги у вигляді сувоїв виготовляють рідко, як правило, це роблять з декоративною чи загалом мистецькою метою (книга художника) або за традицією, як у випадку з юдейськими сувоями Тори.
Один з небагатьох випадків використання сувою в сучасній літературі — оригінальне видання роману Джека Керуака «У дорозі».
У комп'ютерних технологіях ідею подання інформації «у сувої» використано для представлення матеріалів (текстів, зображень), що за розмірами є більшими, ніж екран монітора — так звана прокрутка (англ. scrolling, від scroll — «сувій»). «Принцип сувою» використовували також для таких носіїв інформації, як аудіо- та відеокасети або мікрофільми.

## Читання
Для читання сувою необхідно було мати вільними обидві руки. Правою рукою розмотувався текст, який треба було прочитати, тоді як лівою рукою змотувався вже прочитаний текст. Після прочитання сувій слід було перемотати назад. Саме від цієї техніки читання походить латинська назва сувою volumen (від лат. volvere — «розмотувати»). Для легшого розмотування використовували спеціальну палицю (грец. ὀμφαλός; лат. umbilicus, буквально — «пуп»), яку вставляли в сувій або приклеювали до останнього аркуша.